# José Luis de Aranguren
José Luis de Aranguren y Nuñez (Bilbao, 5 de octubre de 1904-La Paz, 13 de abril de 1972) fue un diplomático español que se radicó en Bolivia, donde fue dirigente deportivo.

## Biografía
Originario de Vascongadas, fue hijo de José María de Aranguren y Coronado y Lastenia Nuñez y Cusicanqui y nieto del pianista y compositor José de Aranguren y de Añivarro. Fue perito mercantil y miembro del servicio exterior del Consulado Español en La Paz, Bolivia, ciudad a la que llegó a mediados de los años 40 del siglo XX.
Del año 1937 al 1939 fue director del periódico católico El Debate. Posteriormente viviría en Bolivia durante los siguientes 25 años durante los cuales ocupó varios cargos en las Instituciones Españolas en La Paz: Presidente de la Casa de España, Presidente de la Cámara Oficial Española de Comercio y vocal del Instituto Boliviano de Cultura Hispánica. Fue también colaborador como editor en el periódico El Diario y en la radioemisora Fides, medio de comunicación de orientación religiosa católica propiedad de la Compañía de Jesús.
Tuvo dos hijos de su primer matrimonio de nombre, José María y Alfredo, en su segundo matrimonio tuvo cuatro hijas de nombres Regina, Pilar, Begoña y Milagros y cuatro hijos en su tercer matrimonio de nombres José Luis, Ana María, Juan Carlos y Amparo.

## Dirigente deportivo
Sin embargo, su faceta más conocida es la de dirigente deportivo. Inmediatamente después de su llegada a la ciudad de La Paz da a conocer su amor por el fútbol y se implica directamente en la organización de este deporte, siendo primero directivo del Club The Strongest, para posteriormente ser elegido presidente por primera vez en 1947, cargo que ostentó hasta 1950. Repetiría en este cargo 3 veces más. La segunda en 1952 hasta 1956, la tercera en 1958 y la última en 1964.
Como presidente del The Strongest en ámbitos meramente deportivos dirigió varios los procesos más exitosos del club, así es presidente de la institución cuando The Strongest obtiene su primer título nacional el año 1952, el subcampeonato de 1954, así como la 'Copa República' de 1958 que clasificaba a The Strongest a la primera Copa de Campeones de América de la historia aunque al final no llegó a realizarse. En 1964 The Strongest consigue también títulos logrando un 'triplete' como Campeón paceño de 1963 y 1964, y campeón Nacional Invicto de 1964, logrando a su vez la primera clasificación del club a la Copa Libertadores 1965.
En otros ámbitos fue el gran impulsor, junto con otros grandes directivos deportivos paceños, de la profesionalización del fútbol en Bolivia en 1950 así como el reconstructor del Club después de la tragedia de Cochabamba de 1953, en la que el plantel stronguista perdió a varios de los campeones de 1952 en un accidente automovilístico y que dejó al club en una situación delicada. También tuvo una gran labor en la ampliación del patrimonio del Club al adquirir los terrenos de la zona de Alto Obrajes en La Paz que posteriormente serían la 'moneda de cambio' con la que Rafael Mendoza Castellón obtendría los terrenos donde se construyó el actual Complejo Deportivo de Achumani. Fue el gran organizador de las fiestas por las Bodas de Oro del Club en 1958.
En 1969 presidió la Federación Boliviana de Fútbol como parte de un grupo de directivos en la labor de 'interventor' junto con Jorge Pinto y Gonzalo Tórres. Desde allí fue un gran respaldo para la dirigencia del Club The Strongest que afrontaba una nueva tragedia al perder todo su primer plantel en el accidente aéreo de Viloco en 1969.
En total llegó a presidir el Club The Strongest durante 8 años en diversas legislaturas en un lapso de 17 años.

## Reconocimientos
Su carrera profesional le depararía distinciones tanto de parte de su gobierno como del boliviano, obteniendo así el rango de Caballero de Isabel la Católica y Caballero gran cruz de la Orden del Mérito Civil por parte del gobierno español, y la Orden del Cóndor de los Andes de parte del gobierno boliviano.

| Predecesor: Gustavo Carlos Otero  | Presidente del club The Strongest 1947-1950 | Sucesor: José Orejas Campos   |
| Predecesor: Armando Centellas     | Presidente del club The Strongest 1952-1956 | Sucesor: Adrián Caro Torrez   |
| Predecesor: Adrián Caro Torrez    | Presidente del club The Strongest 1958      | Sucesor: Néstor Dávila Guzmán |
| Predecesor: Antonio Asbún Zugby   | Presidente del club The Strongest 1964      | Sucesor: Antonio Asbún Zugby  |
| Predecesor: Roberto Prada Estrada | Presidente F.B.F. 1969                      | Sucesor: Eufronio Padilla     |